# Col de Verecke
 (janvier 2023).
Le col de Verecke est un col de montagne en Ukraine. Il se trouve dans les Carpates orientales et est connu pour sa route panoramique et ses vues sur les montagnes environnantes. Il est également un lieu historique important, car il a été le lieu d'une bataille décisive lors de l'invasion mongole de l'Europe au XIIIe siècle.

## Population
Le col de Verecke se trouve dans une région montagneuse rurale. La ville la plus peuplée à proximité est Oujhorod, la deuxième plus grande est Moukatchevo.